# Tržek
Ne doit pas être confondu avec Trzek.
Tržek (en allemand : Tirschek) est une commune du district de Svitavy, dans la région de Pardubice, en République tchèque. Sa population s'élevait à 153 habitants en 2024.

## Géographie
Tržek est arrosée par la Loučná et la Desná, et se trouve à 5 km au nord-ouest du centre de Litomyšl, à 21 km au nord-ouest de Svitavy, à 39 km à l'est-sud-est de Pardubice et à 133 km à l'est-sud-est de Prague.
La commune est limitée par Řídký et Bohuňovice au nord, par Sedliště et Litomyšl à l'est, par Morašice au sud et par Nová Sídla et Cerekvice nad Loučnou à l'ouest.

## Histoire
La première mention écrite de la localité date de 1141.

## Galerie

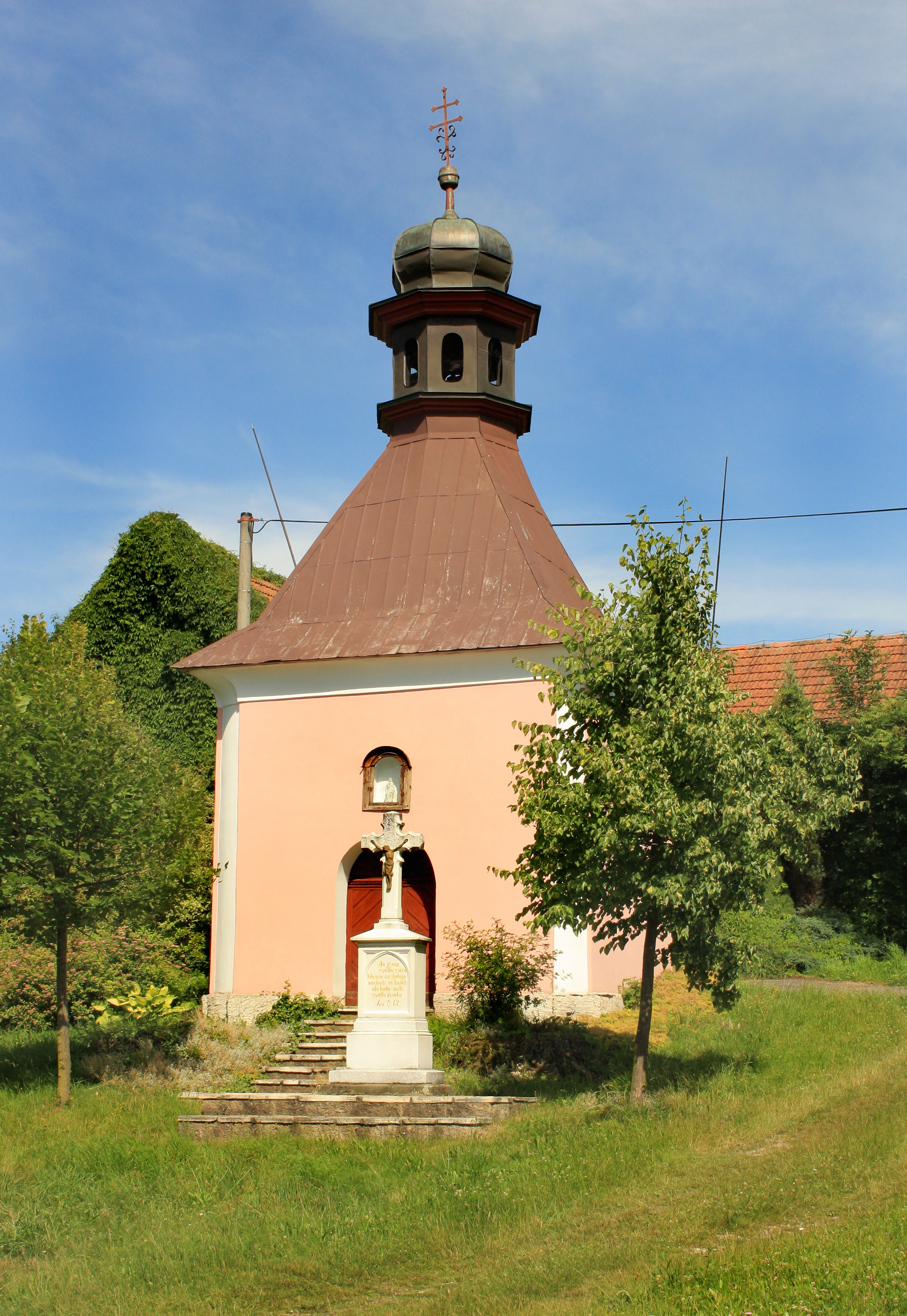
Chapelle à Tržek.
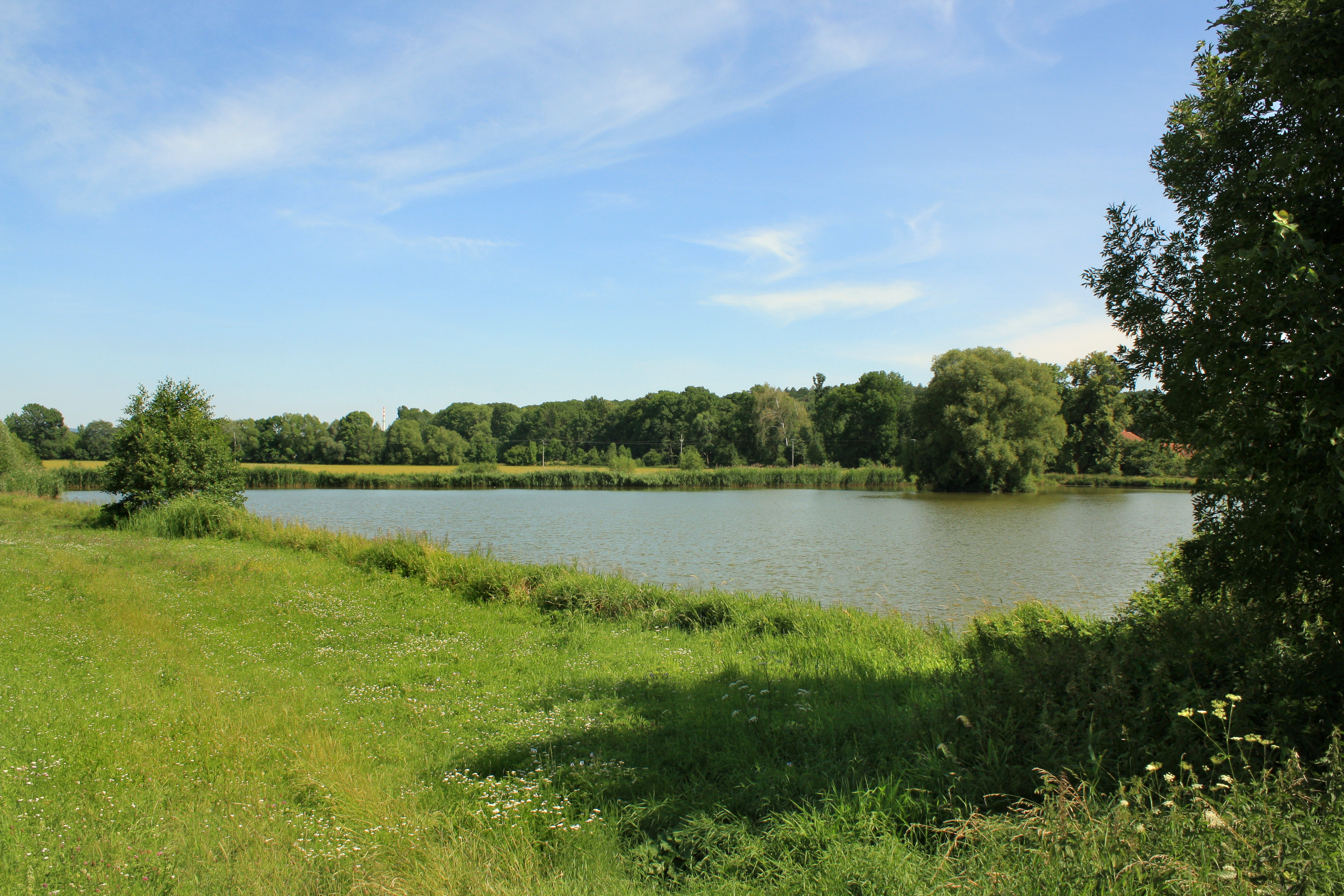
Étang de Borovec.

## Transports
Par la route, Tržek se trouve à 7 km de Litomyšl, à 24 km de Svitavy, à 45 km de Pardubice et à 159 km de Prague. 